# Sarkis Karapetian
Sarkis Karapetian (orm. Սարգիս Կարապետյան, ur. 24 kwietnia 1990 w Erywaniu) − ormiański piłkarz występujący na pozycji pomocnika, obecnie reprezentujący barwy Banancu Erywań

## Kariera

### Klubowa
Karapetian jest wychowankiem drużyny z jego rodzinnego miasta, Banancu. Jak dotąd rozegrał tam 57 spotkań i strzelił jedną bramkę.

### Reprezentacyjna
Karapetian zagrał także 1 spotkanie w reprezentacji Armenii.